# 沙浦駅 (咸鏡南道)
沙浦駅（サポえき、朝鮮語: 사포역）は、朝鮮民主主義人民共和国咸鏡南道咸興市興南区域にある駅で、西湖線に属する。 

## 隣の駅
西湖線
西咸興駅 - 沙浦駅 - 上水駅